# Дементьева, Яна Михайловна
Я́на Миха́йловна Деме́нтьева (укр. Яна Михайлівна Дементьєва; род. 23 октября 1978, Харьков, Украинская ССР) — украинская гребчиха, Олимпийская чемпионка игр 2012 года в Лондоне, чемпионка мира, многократная чемпионка Европы. Заслуженный мастер спорта Украины.

## Биография
Родилась 23 октября 1978 года в Харькове. Начинала заниматься легкой атлетикой, позже перешла в секцию академической гребли. Первый тренер — Сергей Дементьев (бывший муж). Тренер — Владимир Морозов. Окончила Харьковскую общеобразовательную школу І-ІІІ СТЕПЕНЕЙ №164, Харьковский политехнический институт (специализация — менеджмент предприятий) и Харьковскую академию физического воспитания и спорта (спортивная психология).
Член олимпийской сборной Украины на Играх XXVIII Олимпиады 2004 года в Афинах. В составе четверки парной (Елена Морозова, Яна Дементьева, Татьяна Колесникова и Елена Олефиренко) была третьей в финальном заезде, но решением комитета МОК, из-за употребления Еленой Олефиренко препаратов, которые могут служить основой для создания допинга, результат украинок отменено, а бронзовые награды переданы австралийкам. Член олимпийской сборной Украины на XXIX Олимпийских играх 2008 года в Пекине. В финальном заезде двойки среди женщин на 2 км в паре с Екатериной Тарасенко стали седьмыми (07:17.82). Член олимпийской сборной Украины на Играх XXX Олимпиады 2012 года в Лондоне. В составе четверки парной (Анастасия Коженкова, Яна Дементьева, Екатерина Тарасенко и Наталья Довгодько) стала олимпийской чемпионкой. Подготовил команду тренер Владимир Морозов.
Четыре раза становилась чемпионкой Европы: в 2008 в двойке с Екатериной Тарасенко, 2009 в парной четверке (Светлана Спирюхова, Татьяна Колесникова, Анастасия Коженкова и Яна Дементьева), 2010 в парной четверке (Екатерина Тарасенко, Елена Буряк, Анастасия Коженкова и Яна Дементьева), и 2011 в двойке с Анастасией Коженкову. Чемпионка мира-2009 в парной четверке (Светлана Спирюхова, Татьяна Колесникова, Анастасия Коженкова и Яна Дементьева), серебряный призёр чемпионата мира-2010 в парной четверке (Екатерина Тарасенко, Елена Буряк, Анастасия Коженкова и Яна Дементьева).
Многократная чемпионка Украины, призёр Кубков мира.
Награждена орденом «За заслуги» III степени